# 山口彦之
山口彦之（やまぐち ひこゆき、1929年2月2日-　2019年7月8日）は、日本の遺伝子農学者。農学博士（1961年）。東京大学名誉教授。

## 略歴
山形県酒田市出身。1953年東京大学農学部卒、同大学院修了、1961年農学博士。1962年東大農学部助教授、1970年教授。1976-78年同大原子力総合研究センター所長併任、1989年定年退官、名誉教授となり、駒澤短期大学放射線科教授を務めた。酒田市・庄内バイオ研修センター所長。日本生物環境工学会初代会長。世界平和教授アカデミー代表理事。米、大麦の突然変異を研究した。

## 著書
- 『放射線と生物 放射線生物学の基礎と応用』啓学出版 1973
- 『放射線と生物 入門放射線生物学』啓学出版 1978
- 『生物学の基礎としての遺伝の科学』啓学出版 1979
- 『遺伝学 大学の生物学』裳華房 1982
- 『作物改良に挑む』1982 岩波新書
- 『遺伝子工学とバイオテクノロジー』啓学出版 (K&Gブックス　1982
- 『DNAの遺伝学』裳華房 (生命科学シリーズ)1985
- 『ニューバイオテクノロジー バイオミメティクスへのアプローチ』啓学出版 1987
- 『植物バイオテクノロジー入門』オーム社 (ニューアグリカルチャーシリーズ)1987
- 『人と病気の科学史』遺伝学普及会編集委員会編 裳華房 (ポピュラーサイエンス)1989
- 『放射線と人間のからだ 基礎放射線生物学』啓学出版 1990
- 『分子生物学とバイオテクノロジー』裳華房 1990
- 『放射線生物学』裳華房 1995
- 『バイオテクノロジー・ノート』裳華房 1997

### 共編著・監修
- 『植物遺伝学 4 形態形成と突然変異』編集 裳華房 1977
- 『日中英基礎遺伝学用語集』編 啓学出版 1982
- 『突然変異育種』渡辺好郎[ほか]共著 養賢堂 1983
- 『最新植物工学要覧』ほか]共編 R&Dプランニング 1989
- 『生命増殖工学』編 裳華房 (生命工学シリーズ 1991
- 『「新しい道徳教育」への提言 「人格教育」をどう進めるか』上寺久雄監修,山口編 世界平和教授アカデミー 2000
- 『植物遺伝子工学と育種技術』監修 シーエムシー出版(CMCテクニカルライブラリー　2002
- 『細胞質雄性不稔と育種技術』監修 シーエムシー出版 (CMCテクニカルライブラリー 2003

### 翻訳
- ダニエル・S.ハレイシー『遺伝革命 現代を変革する遺伝学』佑学社 1975
- マイケル・クロフォード, シーラ・クロフォード『食生活と文明 現代食とその欠陥』大沼浩共訳 佑学社 1976
- ニール・アードレイ『原子とエネルギー』佑学社 (ニュー・ホライズン・ライブラリー)　1978
- デービッド・シャープ『のりもの うごくしくみ』佑学社 (しくみの研究)　1980
- ポール・R.エーアリック [ほか]著『社会のための生物学』多々良敦共訳 啓学出版 1980
- グレゴリー・E.ペンス『遺伝子組換え食品 その不安と誤解』青土社 2003

## 論文
- 山口彦之

## 親族
- 祖父：山口彦総（山口半峯）- 書道家 - 日本書道研究会 初代会長
- 父：山口文雄（山口昭峯）- 書道家 - 日本書道研究会 第三代会長
- 子：山口孝之 -  ソアーズテック合同会社 社長